# Сохна (приток Пахры)
Сохна — река в Москве, правый приток реки Пахры. До 2012 года протекала по территории Наро-Фоминского района Московской области. Исток восточнее остановочного пункта Мачихино Большого кольца МЖД. На реке стоит деревня Белоусово.
Длина — 14 км, площадь водосборного бассейна — 90 км². Река равнинного типа. Питание преимущественно снеговое. В последние годы сильно обмелела.
Протекает по живописной, лесистой, а в верхнем течении малозаселённой местности, между верховьями Пахры, Мо́чи и Кременки. Популярна у туристов. Рядом с ней расположена одна из достопримечательностей Подмосковья — «паутина просек».

## Данные водного реестра
- Бассейновый округ — Окский
- Речной бассейн — Ока
- Речной подбассейн — бассейны притоков Оки до впадения Мокши
- Водохозяйственный участок — Пахра от истока до устья[2]